# Historia de Polonia (1939-1945)

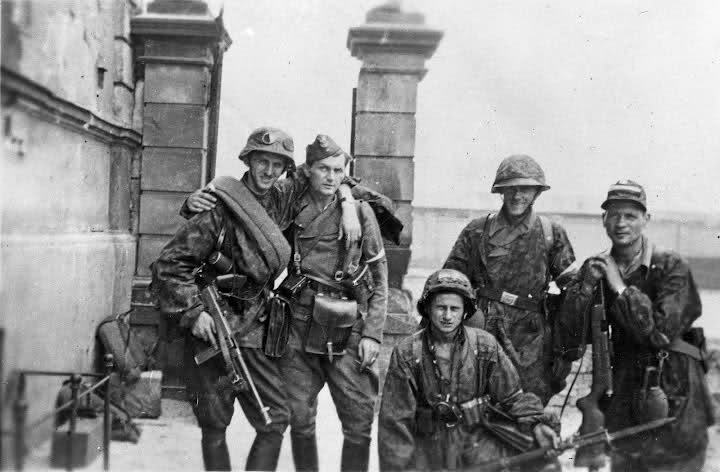
La Armia Krajowa tras el Alzamiento de Varsovia, 11 de agosto de 1944.

Historia de Polonia (1939-1945)- Como consecuencia de la Campaña de Septiembre, la Polonia ocupada consiguió crear un poderoso movimiento de resistencia y contribuyó con fuerzas militares significativas al esfuerzo aliado durante el resto de la Segunda Guerra Mundial.
En la Polonia ocupada por Alemania nazi y por la Unión Soviética, rápidamente la calidad de vida de los polacos, especialmente de los judíos de Polonia, se empezó a deteriorar, ya que la ideología nazi los calificaba como infrahumanos. En la lado soviético, la población también fue humillada, en este caso no por su raza sino por su afiliación política. En la llamada masacre de Katyn, miles de oficiales polacos fueron ejecutados en masa por el NKVD soviético.
Se estima que la cantidad de víctimas de nacionalidad polaca en la Segunda Guerra Mundial fue de alrededor de 850 000 militares y 6 000 000 de civiles lo que da un total de 6 850 000 personas. Esta cifra de bajas es una de las más altas en dicho conflicto.